# Изложение
Изложение — пересказ текста (устный или письменный), представленный в виде учебной работы для развития речи учащихся, формирования и закрепления навыков стилистического построения и правописания. Изложение, как работа, охватывает ряд как устных, так и письменных упражнений, по сложности представляющих собой и дословные пересказы небольших текстов, и краткую передачу сущности целого произведения.

## Методика проведения изложения
Выбранный текст зачитывается для учащихся дважды с небольшим перерывом, в котором ученик может закончить конспектирование основных тезисов текста. Воспроизведение текста производится, как правило, с помощью аудиоаппаратуры, а перед ним даётся краткий вступительный текст-инструкция. Текст на носитель зачитывается профессиональным диктором, скорость воспроизведения соответствует скорости чтения вслух обычным человеком в спокойном режиме. В случае отсутствия или неисправности аппаратуры, текст может быть зачитан учителем.
После двукратного прослушивания текста учащиеся приступают к воспроизведению текста по памяти, а также на основе собственных черновых записей. 

## Задачи изложения
В процессе написания изложения ученик приобретает навыки:
- понимать текст, вникая в тему и определяя основную мысль, выстраивать логическую последовательность услышанного;
- правильно выстраивать тип и стиль речи: рассказ, описание, рассуждение с признаками авторского стиля;
- помнить конкретные факты, выстраивать их в последовательности изложения;
- понимать тему, воссоздавать услышанное с учётом особенностей речевой стилистики;
- оформлять изложение как автономное высказывание с наличием начала и концовки;
- совершенствовать изложение, отталкиваясь от основной мысли исходного текста.

## Виды изложений
По полноте пересказа текста изложение может быть подробное, сжатое или выборочное. Подробное помогает тренировать память, заставляет следить за деталями и последовательностью изложения. Сжатое учит конспектированию, выделению наиболее важных моментов в тексте. По типу речи, использованному в тексте, изложения делятся на:
- Повествование— при таком типе изложения от учащихся требуется прежде всего правильное изложение последовательности событий или основных моментов текста.
- Описание — более сложный тип. Такие тексты сложнее усваиваются и требуют активного использования выразительных средств при пересказе.
- Изложение-рассуждение — здесь важно уловить основные тезисы текста и при пересказе передать их, логично аргументируя и сохраняя переходы между мыслями.
- Подробное изложение — предполагает последовательный его пересказ с сохранением языковых особенностей автора: характерных изобразительных средств, деталей, фразеологии и синтаксиса.